# 多普勒冰原島峰
74°51′S 71°41′W / 74.850°S 71.683°W
多普勒冰原島峰（英語：Doppler Nunatak）是南極洲的冰原島峰，位於帕爾默地，處於門德山西南面，屬於斯凱海冰原島峰的一部分，以奧地利物理學家克里斯蒂安·多普勒命名，現時由南極條約體系管理。